# آدام اوکرواشویلی
آدام اوکرواشویلی (انگلیسی: Adam Okruashvili؛ زادهٔ ۱ ژانویهٔ ۱۹۸۹) جودوکار اهل گرجستان است.
وی همچنین برندهٔ جوایزی همچون مدال طلا و مدال نقره شده‌است.